# فیلیپ کلر
فیلیپ کلر (فرانسوی: Philippe Clair‎؛ ‏ ۱۴ سپتامبر ۱۹۳۰ – ۲۸ نوامبر ۲۰۲۰) بازیگر و کارگردان فیلم اهل فرانسه بود. وی بین سال‌های ۱۹۵۰ تا ۲۰۱۳ میلادی فعالیت می‌کرد.
از فیلم‌هایی که وی در آن‌ها نقش داشته است، می‌توان به وقتی حرف می‌زنی دهنت رو ببند! اشاره نمود.